# Cladura supernumeraria
Cladura supernumeraria är en tvåvingeart som beskrevs av Alexander 1957. Cladura supernumeraria ingår i släktet Cladura och familjen småharkrankar. Inga underarter finns listade i Catalogue of Life.